# Олександр Лілов
Олександр Василів Лілов (болг. Александър Василев Лилов; 31 серпня 1933, Граничак — 20 липня 2013, Софія) — болгарський філософ і політичний діяч.

## Біографія
Закінчив Софійський університет (1962) за спеціальністю «болгарська філологія» та аспірантуру Академії суспільних наук при ЦК КПРС (1969), отримавши ступінь кандидата наук. З 1975 року був науковим співробітником Інституту мистецтвознавства Болгарської Академії наук, де 1981 року отримав ступінь доктора філософських наук.
Політичну кар'єру Олександр Лілов почав у Димитрівському комуністичному молодіжному союзі у Видині. 1963 року він був обраний до Центрального комітету ДКМС. З 1969 року працював у центральному апараті Болгарської комуністичної партії. Був депутатом 4-го, 6-го, 7-го, 8-го і 9-го скликань Народного зібрання Болгарії від БКП, депутатом 7-го Великого народного зібрання і депутатом 36-го, 37-го та 38-го скликань Народного зібрання Болгарії від БСП. Серед депутатів Народного зібрання Лілов мав найбільший стаж (з 1962 р. до 2001 р). З 13 липня 1972 року до 28 вересня 1983 року Лілов був секретарем ЦК БКП, а з 3 липня 1974 року до 28 вересня 1983 року членом Політбюро. З 1976 до 1983 р. він був членом Державної ради НРБ. Олександр Лілов був близьким до Людмили Живкової, дочки керівника Болгарії Тодора Живкова, яка брала активну участь у політичній діяльності, був популярним у ліберальних колах партії. 1983 року його звільнили з керівних постів партії з різкою критикою Тодора Живкова за віддаленість від реальності і відсутність інтересу до економічних питань.
Був призначений директором Інституту сучасної соціальної теорії.
Під час відставки Тодора Живкова 10 листопада 1989 року Лілов перебував у Великій Британії. 8 грудня того ж року він був включений до нового керівництва БКП. За його ініціативою БКП засуджувала Відроджувальний процес. За ініціативою Лілова БКП у лютому 1990 року перетворили на Болгарську соціалістичну партію. У 1991—1992 рр. він був головою Національної ради БСП. З 1993 року він був керівником Центру стратегічних досліджень БСП. Лілов був ідеологом демократичного соціалізму і набув ідеологічного конфлікту зі соціал-демократичним крилом партії.
З 1985 року Олександр Лілов був членом-кореспондентом Болгарської академії наук. Працював над роботами з філософії мистецтва, проблем ідеологічної роботи комуністичної партії, ідеологічної боротьби двох світових систем, міжнародних відносин.

## Монографії (болг. мовою)
- «Критика на съвременни буржоазни теории за природата на изкуството» (1971 г.)
- «Към природата на художественото творчество» (1979 г.)
- «Въображение и творчество» (1986 г.)
- Сборник «Европа — диалог и сътрудничество» (1988 г.)
- «Философско-теоретически проблеми на ядрената война» (1989 г.)
- Сборник «Европа — да бъде или да не бъде» (1985 г.)
- «Дилогът на цивилизациите. Световният и българският преход»(2004 г.)
- «Информационната епоха. Съчинение в три тома. Том първи: Цивилизациите»(2006 г.)
- «Информационната епоха. Съчинение в три тома. Том втори: Световният и българският преход»(2006 г.)